# Островица (община Владичин хан)
Вижте пояснителната страница за други значения на Островица.
Островица (на сръбски: Островица или Ostrovica) е село в Югоизточна Сърбия, Пчински окръг, община Владичин хан.

## Население
Според преброяването на населението от 2011 г. селото има 23 жители.

### Етнически състав
Данните за етническия състав на населението са от преброяването през 2002 г.
- сърби – 39 жители (100%)